# Oluz Höyük
Koordinaten: 40° 32′ 45″ N, 35° 37′ 44″ O

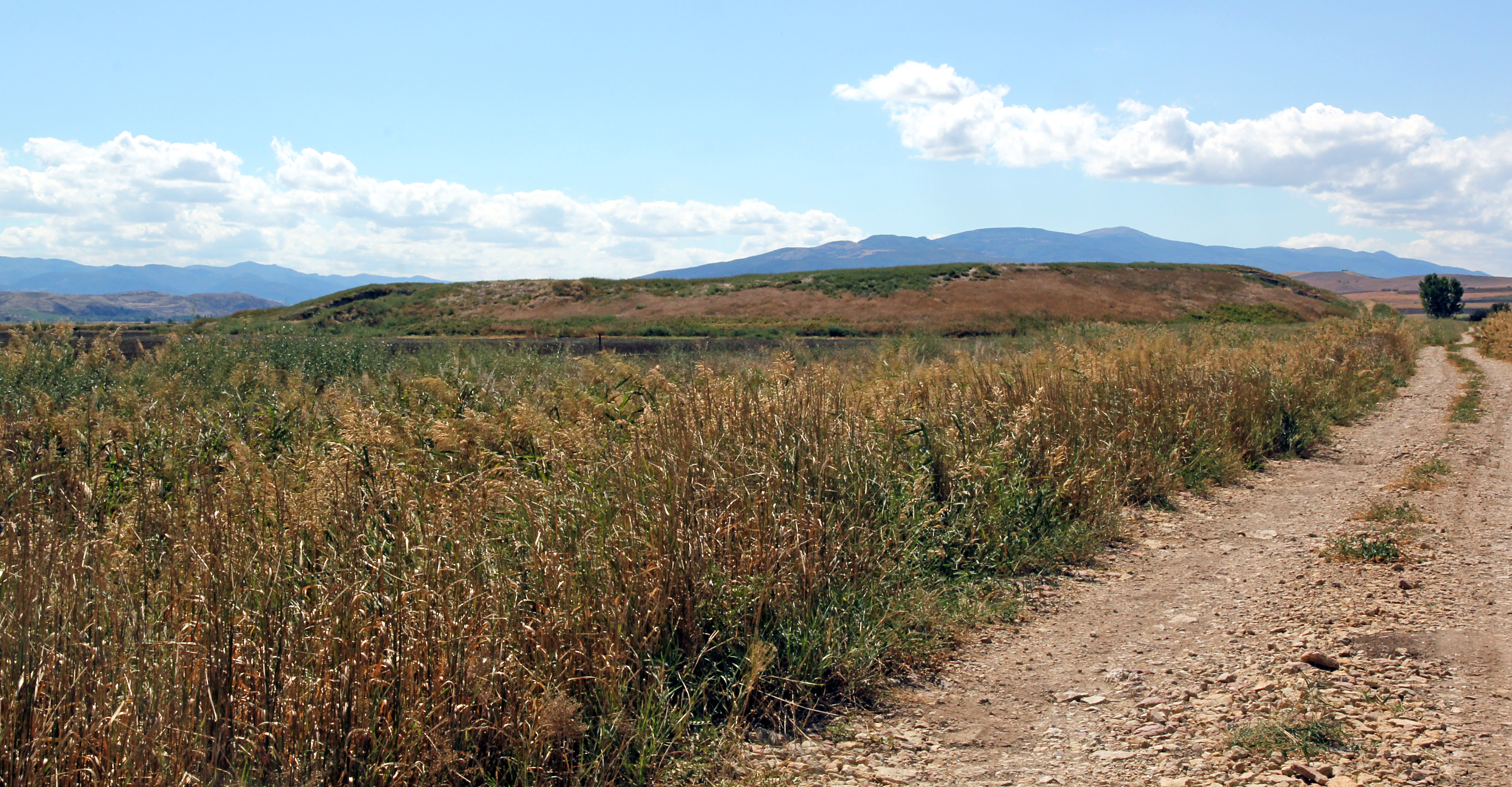
Oluz Höyük von Nordosten

Oluz Höyük (auch bekannt als Yassi Höyük oder Tepetarla Höyük) ist ein Siedlungshügel 2 km vom Dorf Gözlek entfernt in der türkischen Provinz Amasya in der Schwarzmeerregion. Der Höyük liegt in der fruchtbaren Ebene von Geldingen 4 km nördlich des Çekerek Çayı. Der Hügel ist fast kreisförmig, 300 × 250 m groß und 15 m hoch. Seine Fläche beträgt etwa 4,5 Hektar. Oluz Höyük liegt auf einer Linie ungefähr mittig zwischen den beiden Tells Doğantepe und Ayvalıpınar Höyük. Mit seiner Geschichte, die bis 4500 v. Chr. zurückreicht, ist Oluz Höyük ein wichtiger Fundort, der Amasyas Geschichte von der Prähistorie bis zur nahen Vergangenheit beleuchtet. Das Archäologische Museum Amasya stellt einige Fundstücke aus.
Şevket Dönmez hält Oluz Höyük für einen möglichen Kandidaten der hethitischen Stadt Šanaḫuitta.

## Ausgrabungen
Oluz Höyük wurde durch ein Team der İstanbul Üniversitesi unter der Leitung von Şevket Dönmez während eines Surveys zwischen 1997 und 1999 gefunden. Die Ausgrabungen starteten 2007 unter Dönmez. Die Ausgrabungen wurden an zwei Punkten durchgeführt: Graben A im westlichen Teil der höchsten Stelle des Hügels und Graben B am Osthang. Später kamen zwei weitere Gräben namens C und D hinzu.

## Stratigraphie
Im Jahr 2008, dem zweiten Jahr der Ausgrabungen, wurden eine vollständige Stratigraphie freigelegt und sieben architektonische Schichten identifiziert:
- 0 – Mittelalter / Spätbyzantinisch (10.-14. Jahrhundert n. Chr.)
- I – Hellenistisches Zeitalter (spätes 2. Jahrhundert v. Chr. – frühes 1. Jahrhundert v. Chr.)
- II – späte Phase der späten Eisenzeit (4. – 3. Jahrhundert v. Chr.)
- III und IV – späteisenzeitliche Frühphase (6.-5. Jh. v. Chr.)
- V – Mittlere Eisenzeit (7. Jahrhundert v. Chr.)
- VI – nicht sicher, frühe Eisenzeit oder späte Bronzezeit (hethitische Großreichszeit)
- VII – Frühe Bronzezeit (4. – 3. Jahrtausend v. Chr.)

Inzwischen wurde die dritte Schicht des Grabens A als phrygische Siedlung gewertet.
Im Wesentlichen werden vier Kulturkreise vorgefunden.

## Funde

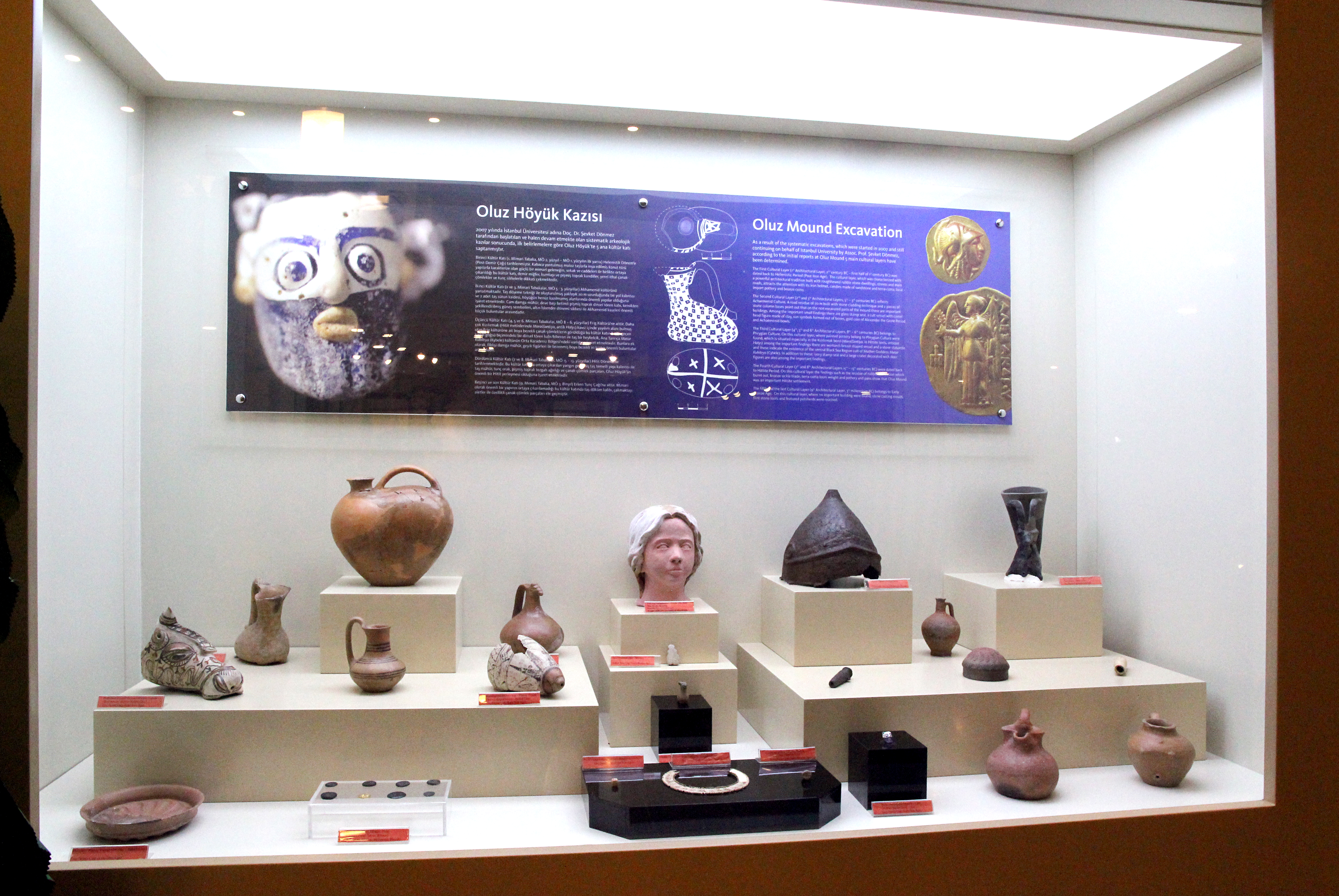
Verschiedene Funde aus Oluz Höyük ausgestellt im Museum von Amasya.

Die Kulturstufe I wird in die hellenistische Zeit (200–47 v. Chr.) datiert. Diese kulturelle Ebene, in der eine starke architektonische Tradition, geprägt von wohnungsähnlichen Strukturen aus grob behauenen Bruchsteinen samt ihren Straßen und Gassen freigelegt wird, erbrachte Eisenhelme, Sandstein- und Terrakotta-Öllampen, lokal importierte Töpferwaren und Münzen.
Die folgende Kulturstufe II gehört zur Eisenzeit (Bauschichten 2, 3, 4, 5 und 6). Die 2. Architekturschicht (425 – 200 v. Chr.), die den persischen Charakter in Bezug auf Architektur, Keramik und Kleinfunde widerspiegelt, gliedert sich in zwei Hauptphasen, A und B. Diese Schicht ist architektonisch durch eine monumentale gepflasterte Straße gekennzeichnet, die sich von Südwesten nach Nordosten in Graben A erstreckt, und durch die Überreste eines komplexen Gebäudes nördlich davon, von dem angenommen wird, dass es sich um einen kleinen Palast oder ein Herrenhaus handelt.
In der 3. architektonischen Schicht (500–425 v. Chr.) zeigt sich auf Grundlage von Töpferwaren det Einfluss von neuen kulturellen Elementen aus Anatolien. Oluz Höyük war während der 4. architektonischen Schicht (600–500 v. Chr.) eine späteisenzeitliche Stadt im Kašku-Land unter dem Einfluss der phrygischen Kultur. Unverzierte oder mit Farbe verzierte Keramik mit spätphrygischen Merkmalen, das elfenbeinfarbene Stempelsiegel mit einem abgebildeten Kampf zwischen einem Löwen und einem Hirsch und der untere Teil einer steinernen Kubaba-Figur zeigen eindeutig den phrygischen Charakter dieser Periode. Die 5. (7. Jh. v. Chr.) und 6. Bauschicht (9. – 8. Jh. v. Chr.) gehören zur klassischen und frühphrygischen Zeit.
Die Kulturstufe III (Bauschichten 7 und 8) wird in die hethitische Zeit (15.-13. Jahrhundert v. Chr.) datiert. Ein Steinsiegel, eine Bronzesichel, ein Gegengewicht aus Terrakotta und Keramikfragmente, die in dieser Kulturstufe gefunden wurden, weisen darauf hin, dass Oluz Höyük eine wichtige hethitische Siedlung war.
Kulturstufe IV (9. Architekturschicht) gehört zur frühen Bronzezeit (4. Jahrtausend v. Chr.). Ein Fragment einer Steingussform, Spinnwirtel und handgeformte Tonscherben charakterisieren diese Kulturstufe.
Die oberen Schichten in Graben A geben aufgrund der umfangreichen Zerstörung keinen klaren architektonischen Aufbau des Ortes. Die ausgegrabenen Mauern wurden aus einfachem Lehmmörtel mit größtenteils schon mal verbauten Steinen errichtet. Neben den Wänden wurden auch Bodenbeläge aus flachen Steinen gefunden. Die dritte Schicht zeigte Lehmziegelwänden. In dieser als phrygische Siedlung angesehenen Ebene wurden auch skythische Pfeilspitzen gefunden.
In der 5. Ebene von Graben B sind die ungeordneten Knochen von fünf Erwachsenen interessant. Es wird davon ausgegangen, dass sie nicht begraben, sondern getötet und einfach in eine Grube geworfen worden sind.
Ein weiterer sehr interessanter Fund, der während der Ausgrabungssaison 2011 gemacht wurde, ist ein Friedhof mit 99 Bestattungen nach islamischem Ritus auf drei Ebenen. Dabei wurden tiefere Schichten aus der hellenistischen und persischen Zeit zerstört.